# Grubning
Grubning er  
dybdeforarbejdning af jord, der skal anvendes til kultur; landbrug, skovbrug, havebrug eller andet.
Grubning foretages ved at jorden gennemarbejdes med stål i ca. 60 cm dybde. 
Det bruges ofte efter byggeri, kørsel med store maskiner, traktose eller hvor jorden af andre grunde er "i stykker".
Formålet er at jorden luftes og løsnes, så næringsstoffer og vand kan passere og lagres i jorden. 
Der er megen diskussion i fagkredse, om grubning har en positiv effekt på udbyttet af landbrugsjord, da tilførsel af organisk materiale kan have samme forbedrende effekt.